# David Alcaide
David Alcaide Bermudez (* 14. Dezember 1978 in Málaga) ist ein spanischer Poolbillardspieler.

## Karriere
Sowohl 2001 als auch 2006 konnte David Alcaide das Achtelfinale der 9-Ball-Weltmeisterschaft erreichen. Im Jahr 2007 erreichte er das Finale der World Pool Masters, unterlag jedoch Thomas Engert. 2009 gewann er mit den Italy Open in Castel Volturno erstmals ein Euro-Tour-Turnier und schaffte es einige Monate später bei der 10-Ball-WM 2009 bis ins Halbfinale. Das gleiche Ergebnis schaffte er bei der 8-Ball-WM 2011.
Zudem erreichte er bei den Treviso Open 2011, den Italy Open 2012 und den Dutch Open 2016 jeweils den zweiten Platz.
2013 schaffte er es bei der 9-Ball-WM erneut ins Achtelfinale.
Im Februar 2015 gelang ihm der Einzug ins Halbfinale der 10-Ball-WM, in dem er dem Philippiner Carlo Biado mit 2:11 unterlag. Bei der 9-Ball-WM 2015 erreichte er zum vierten Mal das Achtelfinale, das er nur knapp mit 10:11 gegen den Polen Wojciech Szewczyk verlor.
Bei der Poolbillard-Europameisterschaft 2010 konnte er mit seinem Sieg in der Disziplin 14 und 1 endlos als erster Spanier einen EM-Titel erringen. 2013 wurde er Europameister im 8-Ball und 2014 im 10-Ball. Bei der EM 2016 gewann er durch einen 8:7-Sieg im Finale gegen Petri Makkonen erneut den Titel im 10-Ball. Im November 2016 gewann er durch einen 9:6-Finalsieg gegen Joshua Filler mit den Treviso Open zum zweiten Mal ein Euro-Tour-Turnier. Im Februar 2017 gewann er als erster Spanier das World Pool Masters. Im Finale besiegte er den Schotten Jayson Shaw mit 8:7.
2006 war er der erste Spanier, der das Team Europa beim Mosconi Cup repräsentierte. Jedoch verlor er dort das entscheidende Spiel für die Europäer gegen Corey Deuel mit 2:5, sodass das Team USA in der Gesamtwertung noch den Ausgleich schaffte, der ihnen als Titelverteidiger reichte.
Seit 2013 spielt Alcaide beim Bundesligisten BSV Dachau, mit dem er 2014 und 2015 deutscher Vizemeister und 2016 deutscher Meister wurde.
Sein Spitzname in der Billardszene ist El Matador.

## Erfolge
| Einzel                          | Einzel     |
| ------------------------------- | ---------- |
| Italy Open:                     | 2009       |
| 14/1-endlos-Ball-Europameister: | 2010       |
| 8-Ball-Europameister:           | 2013       |
| 10-Ball-Europameister:          | 2014, 2016 |
| Treviso Open:                   | 2016       |
| World Pool Masters:             | 2017       |
| Mannschaft                      |            |
| Mosconi Cup:                    | 2006       |
| Deutscher Meister:              | 2016       |